# Jeux du Canada d'hiver de 1995
Les Jeux du Canada d'hiver de 1995 sont des compétitions de sports d'hiver qui ont opposé les provinces et les territoires du Canada en 1995.
Les Jeux du Canada sont présentés tous les deux ans, en alternance l'hiver et l'été. En 1995, les jeux ont eu lieu à Grande Prairie en Alberta du 19 février au 4 mars 1995.

## Tableau des médailles
| Province                  | Or | Argent | Bronze | Total |
| ------------------------- | -- | ------ | ------ | ----- |
| Alberta                   | 30 | 19     | 32     | 81    |
| Colombie-Britannique      | 10 | 14     | 27     | 51    |
| Manitoba                  | 6  | 5      | 2      | 13    |
| Île du Prince-Édouard     | 0  | 1      | 1      | 2     |
| Nouveau-Brunswick         | 4  | 7      | 10     | 21    |
| Nouvelle-Écosse           | 2  | 6      | 12     | 20    |
| Ontario                   | 35 | 37     | 72     | 114   |
| Québec                    | 48 | 45     | 44     | 137   |
| Terre-Neuve-et-Labrador   | 2  | 4      | 3      | 9     |
| Territoires du Nord-Ouest | 0  | 0      | 0      | 0     |
| Saskatchewan              | 13 | 11     | 8      | 32    |
| Yukon                     | 2  | 3      | 1      | 6     |